# Coming of Age
Coming of Age é uma sitcom inglesa produzida pela BBC Productions e exibida pela BBC Three. Um piloto foi originalmente ao ar em 2007, seguido da primeira temporada em 2008, uma segunda em 2010, e o início da terceira em janeiro de 2011. A terceira temporada teve seu fim em 8 de março de 2011, junto com outros programas de longa duração da BBC Three, incluindo Ideal, Two Pints of Lager and a Packet of Crisps, Hotter Than My Daughter e Doctor Who Confidential.
A série teve um olhar direto sobre cinco alunos da sexta série, Jas, Ollie, Matt, Chloe e DK, onde toda a ação central gira em torno do fictício colégio Wooton.
No Brasil, a série foi exibida pela primeira vez em 25 de abril de 2012 na Mix TV.

## Filmagens
Coming of Age foi filmada em Abingdon, Oxfordshire. Embora a série é composta de cenas gravadas em locações e cenas pré-gravadas em estúdio, a maior parte do show é gravado em frente a uma platéia ao vivo na BBC Television Centre, em Londres.

## Elenco
| Ator            | Personagem               | Duração | Temporadas | Episódios |
| --------------- | ------------------------ | ------- | ---------- | --------- |
| Tony Bignell    | Matthew Cobbett (Matt)   | 2007–11 | 3          | 23        |
| Joe Tracini     | Darren Karrimore (DK)    | 2007–11 | 3          | 23        |
| Hannah Job      | Jasmine Brown (Jas)      | 2008–11 | 3          | 22        |
| Ceri Phillips   | Oliver Sinclair (Ollie)  | 2008–11 | 3          | 22        |
| Anabel Barnston | Chloe Wheeler            | 2008–11 | 3          | 22        |
| Ellen Thomas    | Diretora Jane Reed       | 2010–11 | 3          | 23        |
| Matthew Earley  | Mr. Wilberforce De Wilde | 2010–11 | 2          | 11        |
| Minnie Crowe    | Robyn Crisp              | 2011    | 1          | 8         |
| Alex Kew        | Oliver Sinclair (Ollie)  | 2007    | Piloto     | 1         |
| Amy Yamazaki    | Jasmine Brown (Jas)      | 2007    | Piloto     | 1         |
| Dani Harmer     | Chloe Wheeler            | 2007    | Piloto     | 1         |